# Marco Tício (cônsul em 31 a.C.)
Marco Tício (em latim: Marcus Titius) foi um político gente Tícia da República Romana nomeado cônsul sufecto em 31 a.C. com Otaviano, substituindo Marco Antônio, que estava em guerra contra Roma. Com a morte de Júlio César, participou dos subsequentes conflitos liderando uma frota que construiu com seus próprios recursos. Foi capturado em 40 a.C. por um almirante de Sexto Pompeu e levado para a Sicília, onde permaneceu até 39 a.C., quando foi firmado o Tratado de Miseno. Partiu para a Itália e, como questor, serviu Marco Antônio. Participou da expedição do triúnviro em 36 a.C. contra o Império Parta e, em 35 a.C., envolveu-se na captura e execução de Sexto Pompeu, que havia fugido para a Ásia.
Em 34 a.C., tornou-se pontífice e, em 33/32 a.C., envolveu-se nos preparativos da guerra entre os triúnviros. Em 32 a.C., desertou com seu tio, para a facção de Otaviano e revelou-lhe o testamento de Marco Antônio. Participou ativamente da guerra e comandou, com Tito Estacílio Tauro, as forças terrestres do exército de Otaviano. Por volta de 13/12 a.C., tornou-se governador da Síria.

## Biografia

### Primeiros anos

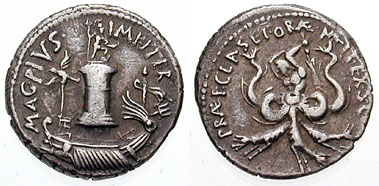
Denário de Sexto Pompeu cunhado por sua vitória contra a frota de Otaviano. No anverso, o Farol de Messina que derrotou Otaviano, no reverso, o mostra Cila

William Smith afirma que Marco Tício era filho de Lúcio Tício e Munácia, a irmã de Lúcio Munácio Planco, cônsul em 42 a.C. Não se sabe que outras magistraturas Lúcio Tício ocupou, mas foi proscrito em 43 a.C., depois do assassinato de Júlio César, e juntou-se a Sexto Pompeu na Sicília levando seu filho. Marco Tício montou uma frota com seus próprios recursos com a qual saqueou a costa da Etrúria, mas foi capturado e levado para a prisão em 40 a.C., próximo da costa da Gália Narbonense, pelo almirante Menas, um almirante de Sexto Pompeu. Ele foi, contudo, perdoado e libertado por Sexto Pompeu, em respeito a Lúcio e passou a viver na Sicília. Com o Tratado de Miseno, que firmou a paz entre os triúnviros Marco Antônio e Otaviano com Sexto Pompeu em 39 a.C., Tício, seu pai e muitos outros exilados puderam retornar para a Itália

### Carreira sob Marco Antônio
Tício entrou ao serviço do triúnviro Marco Antônio, provavelmente por influência de seu tio, Munácio Planco. Como questor, participou na Campanha parta de Marco Antônio em 36 a.C.. Após os romanos tentarem em vão capturar Fraaspa, a capital da Média Atropatene, eles se retiraram para a Armênia, mas foram repetidamente atacados pelo exército parta no caminho. Em um destes ataques, Tício tentou, sem sucesso, evitar que o tribuno Flávio Galo perseguisse o inimigo. O exército de Galo foi logo cercado e só se salvou porque Antônio chegou com as a força principal.
Naquela época, final de 36 a.C., Sexto Pompeu já havia fugido da Sicília para a ilha de Lesbos depois de ser derrotado por Otaviano. Nesta ilha grega, Pompeu reuniu um novo exército e construiu uma nova frota. Antônio, retornando da Pártia, tomou conhecimento da chegada de Pompeu no oriente e recebeu seus enviados para negociar uma aliança. Mas o triúnviro estava desconfiado e instruiu Tício a preparar um exército e uma frota contra Pompeu e, se necessário, a lutar contra ele. Porém, caso Pompeu estivesse disposto a submeter-se, deveria ser escoltado até Alexandria. Porém, Pompeu já havia desembarcado no noroeste da Ásia no início de 35 a.C. sem encontrar resistências por parte do governador romano da província, Caio Fúrnio, que não tinha forças suficientes para resistir e ignorava as ordens de Antônio. Tício recebeu o comando de algumas tropas de seu tio, Lúcio Munácio Planco, o governador da Síria, e chegou em 35 a.C. região.
Pompeu conseguiu capturar facilmente Lâmpsaco, Niceia e Nicomédia, mas logo Tício logo recebeu de Lúcio Munácio Planco, que era o governador da Síria, um exército e 120 navios. Sua frota foi reforçada ainda por setenta navios que chegara da Sicília, onde haviam lutado sob o comando de Otávio contra Sexto Pompeu. Tício então estabeleceu sua base na Ilha de Mármara (Proconeso).

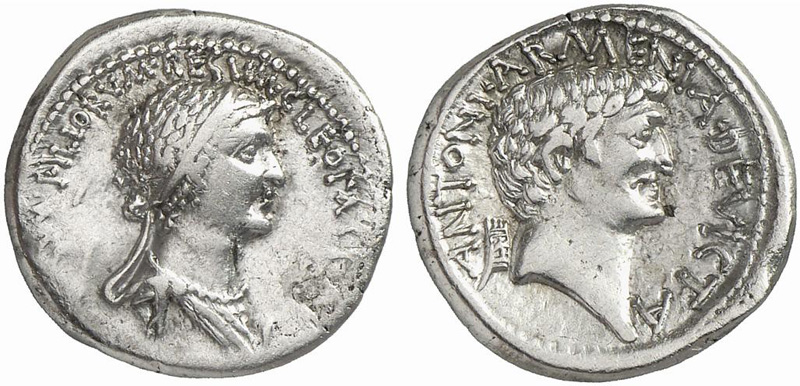
Denário com efígie de Cleópatra e Marco Antônio respectivamente

Devido a recusa de Tício em negociar e por ele ter uma frota maior, Sexto Pompeu queimou sua frota, integrou seus marinheiros às fileiras de seu exército, que preparava-se para uma marcha através da Bitínia para até o Reino da Armênia. Ele foi perseguido pelos exércitos de Tício, Caio Fúrnio e Amintas, rei da Galácia. Pompeu conseguiu infligir pesadas perdas a seus perseguidores, mas logo sua situação tornou-se bastante desesperadora. Ele tentou render-se ao amigo de seu, Fúrnio, mas este o enviou a Tício por considerar-se incapaz de celebrar um acordo, já que Tício era o comandante supremo do exército e, portanto, desde o início de 35 a.C., o novo governador da Ásia. Aproveitando-se da escuridão da noite, Pompeu tentou alcançar a costa com sua infantaria ligeira para queimar os navios de Tício, porém foi traído por seu meio-irmão Marco Emílio Escauro, o que permitiu que os 1 500 cavaleiros de Amintas o capturassem próximo de Mideu, na Frígia. Pompeu foi levado para Mileto e executado, no verão de 35 a.C., por ordens de Tício, que sabia que devia sua vida a Pompeu.
Se Tício decidiu pela execução por conta própria ou por ordem de Marco Antônio ou de Munácio Planco é incerto e esteve sujeito a disputa desde a Antiguidade. O historiador Dião Cássio afirma que o triúnviro ordenou a sentença de morte numa carta endereçada a Tício, mas cancelou esta ordem numa segunda carta. Pompeu foi executado, seja devido ao consentimento intencional de Tício com a ordem da primeira carta, seja devido a um erro da segunda carta. Segundo o historiador Apiano, Tício executou Pompeu, pois estava nervoso por um antigo insulto ou por instruções de Marco Antônio. Para o segundo caso é mais plausível que teria sido Munácio Planco, e não Antônio, a ordenar a execução pelo fato de o triúnviro não querer aparecer como o principal responsável, pois sua amante, Cleópatra, gostava de Sexto Pompeu devido à sua reputação. Independente das fontes contraditórias, parece certo que a sentença de morte foi imposta com a ciência e o consentimento de Marco Antônio.
É provável que Tício tenha sido nomeado pontífice já em 34 a.C.. No ano seguinte, já era iminente o embate entre os triúnviros. No começo dos preparativos para a guerra, Antônio reuniu tropas em Éfeso (inverno de 33/32 a.C.). Lá, Tício, junto com seu tio Munácio Planco, Cneu Domínio Enobarbo e outros seguidores proeminentes de Antônio tentaram, em vão, persuadi-lo a enviar Cleópatra de volta para o Egito. Logo, o triúnviro mudou sua base para a ilha de Samos, aparentemente acompanhado de Tício, pois foi encontrada na ilha uma inscrição dedicada a ele.

### Deserção e carreira sob Otaviano

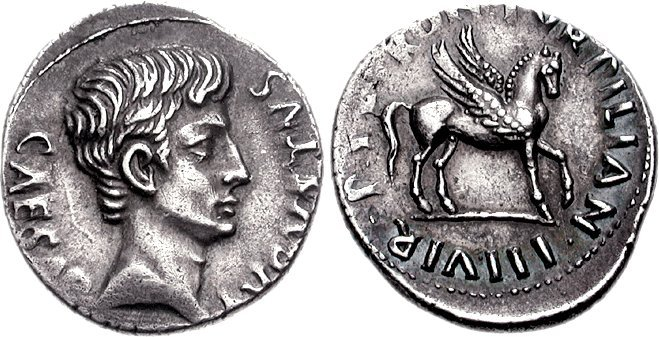
Denário com efígie de Otaviano datado de

Em junho ou julho de 32 a.C., Tício e Munácio Planco desertaram Marco Antônio e para o lado de Otaviano. Segundo Plutarco, os dois mudaram de facção por que foram maltratados por Cleópatra depois que ela soube que eles foram contra a participação dela na guerra.
Porém, a verdadeira razão dessa deserção provavelmente foi oportunismo. Eles eram antigos amigos de Cleópatra, que inclusive batizou a cidade de Ticiópolis, na Cilícia, em honra de Tício. Mas, no decurso do guerra de propagandas e das preparações militares da guerra, ambos acabaram duvidando da capacidade de Antônio vencer a guerra e mudaram de lado. Talvez, a decisão deles tenha sido também influenciada pelas disputas com outros seguidores proeminentes de Antônio, pelo esfriamento da relação de Planco com o triúnviro e por outras razões que acabaram abafadas pela propaganda de Otaviano.
Os desertores informaram Otaviano sobre o conteúdo do testamento de Marco Antônio e o lugar onde estava guardado. Eles sabiam esta informação, pois haviam assinado o testamento como testemunhas. O triúnviro se apoderou mais tarde, de forma ilegal, do documento, que estava sob a guarda das virgens vestais, para revelar publicamente as intenções de Antônio, especialmente a respeito da confirmação das doações de terras para os filhos de Cleópatra e seu desejo de ser enterrado no Egito. Seu objetivo era obter o apoio do Senado Romano e do povo da cidade para iniciar uma guerra contra Marco Antônio e Cleópatra.

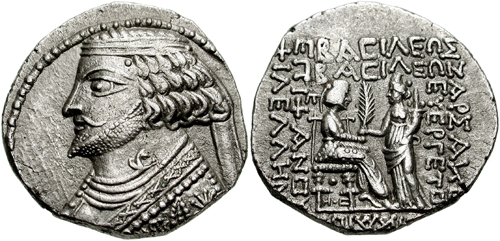
Dracma de Fraates IV da Pártia r.

Em Roma, Tício promoveu jogos no teatro de Sexto Pompeu. Mas o falecido ainda desfrutava de grande popularidade e, portanto, seu assassino foi vaiado no palco e obrigado a deixar rapidamente o teatro com medo da multidão exaltada.
De maio a outubro de 31 a.C., Tício foi cônsul sufecto. Nesta função, participou nas últimas lutas antes da decisiva batalha de Áccio. Junto com Tito Estacílio Tauro, derrotou a cavalaria de Marco Antônio. Nesta ocasião, Diótaro Filadélfio, o rei da Paflagônia, desertou para o lado de Otaviano. Por volta de 13/12 a.C., Tício tornou-se governador da Síria no lugar de um amigo e almirante de Otaviano, Marco Vipsânio Agripa. O rei judeu Herodes, o Grande, conseguiu resolver um conflito entre Tício e o rei da Capadócia, Arquelau, quando acompanhou Arquelau até Antioquia para se encontrar e conhecer Tício. Tício também recebeu quatro filhos, quatro netos e duas noras do xá Fraates IV (r. 37–2 a.C.) como reféns. Nada mais se sabe sobre ele.

## Família
Marco Tício casou-se com Fábia Paulina, filha de Quinto Fábio Máximo, cônsul sufecto de 45 a.C., mas não tiveram descendentes conhecidos.